# Йеман
Йеман (амх. የማን) или йемэн (የመን) — буква эфиопского алфавита геэз, обозначает палатальный аппроксимант.
- የ  — йеман геэз йе
- ዩ  — йеман каэб йу
- ዪ  — йеман салис йи
- ያ  — йеман рабы йа
- ዬ  — йеман хамыс йе
- ይ  — йеман садыс йы (й)
- ዮ  — йеман сабы йо